# 47 Meters Down: Uncaged
47 Meters Down: Uncaged is een Brits-Amerikaanse film uit 2019, geregisseerd door Johannes Roberts. De film is het vervolg op 47 Meters Down uit 2017.

## Verhaal
Vier meisjes besluiten te gaan duiken tijdens hun vakantie in Mexico. Ze nemen duikuitrusting mee en duiken diep in de oceaan. Een van hen vindt een verwoeste stad onderwater. Aanvankelijk vond iedereen het een goed idee om de stad te verkennen, maar hun avontuur verandert al snel in een nachtmerrie, omdat ze zich realiseren dat ze niet alleen onder water zijn. De meisjes vallen in een doolhof van grotten, niet vermoedend dat dit het territorium is van de gevaarlijkste haaiensoorten, de witte haai.

## Rolverdeling
| Acteur           | Personage |
| ---------------- | --------- |
| Sophie Nélisse   | Mia       |
| Corinne Foxx     | Sasha     |
| Brianne Tju      | Alexa     |
| Sistine Stallone | Nicole    |
| Brec Bassinger   | Catherine |
| John Corbett     | Grant     |
| Nia Long         | Jennifer  |

## Ontvangst
De film werd verdeeld ontvangen op Rotten Tomatoes waar het 46% goede reviews ontving, gebaseerd op 70 beoordelingen. Op Metacritic werd de film beoordeeld met een metascore van 43/100, gebaseerd op 17 critici.